# مارکوس هوک (پنسیلوانیا)
مارکوس هوک، پنسیلوانیا (انگلیسی: Marcus Hook, Pennsylvania) یکی از بخش‌های شهرستان دلاویر، پنسیلوانیا، ایالات متحده آمریکا است که در سال ۲۰۲۰ میلادی ۲٬۴۵۴ نفر جمعیت داشته‌است.

## نگارخانه

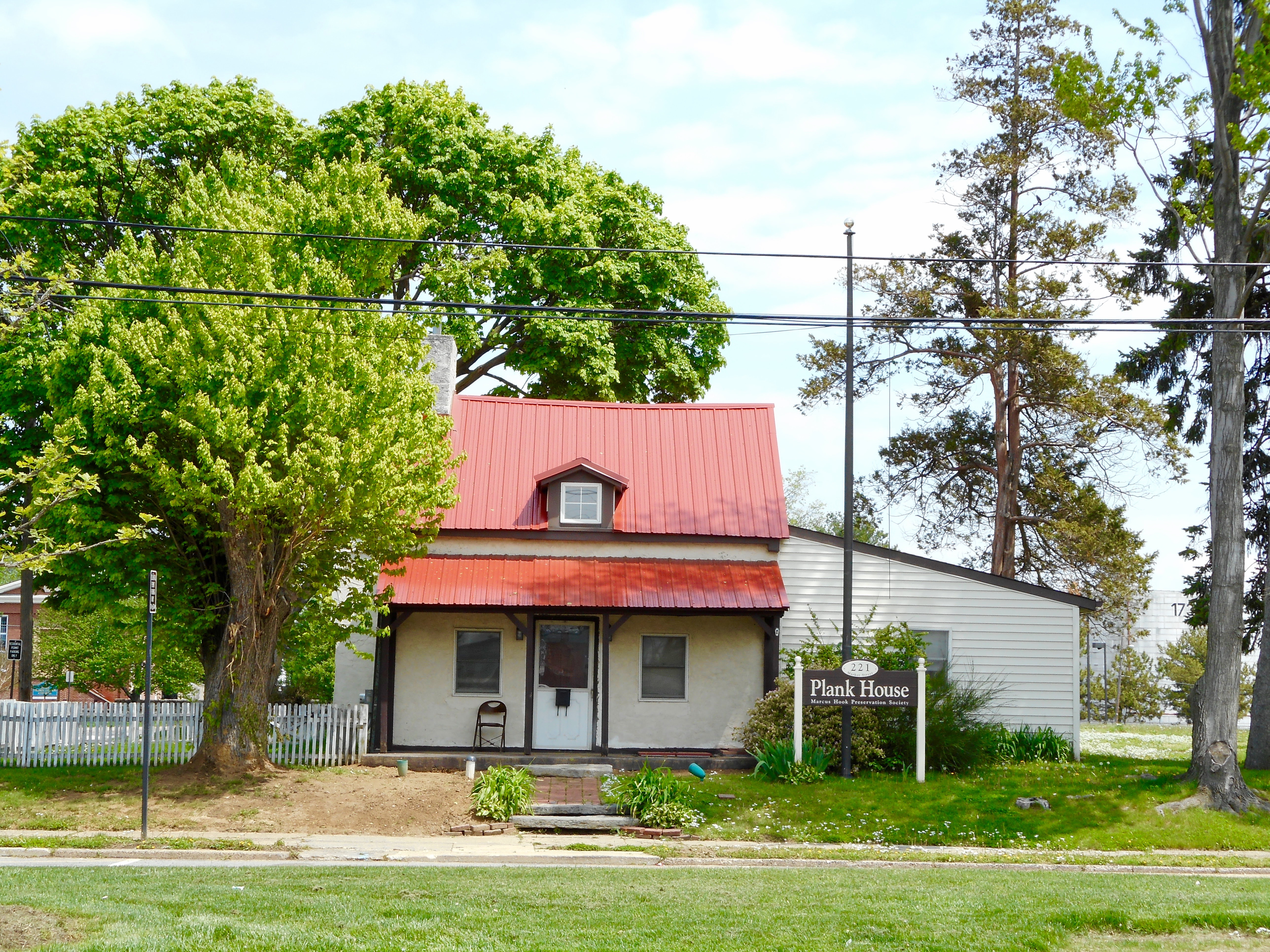
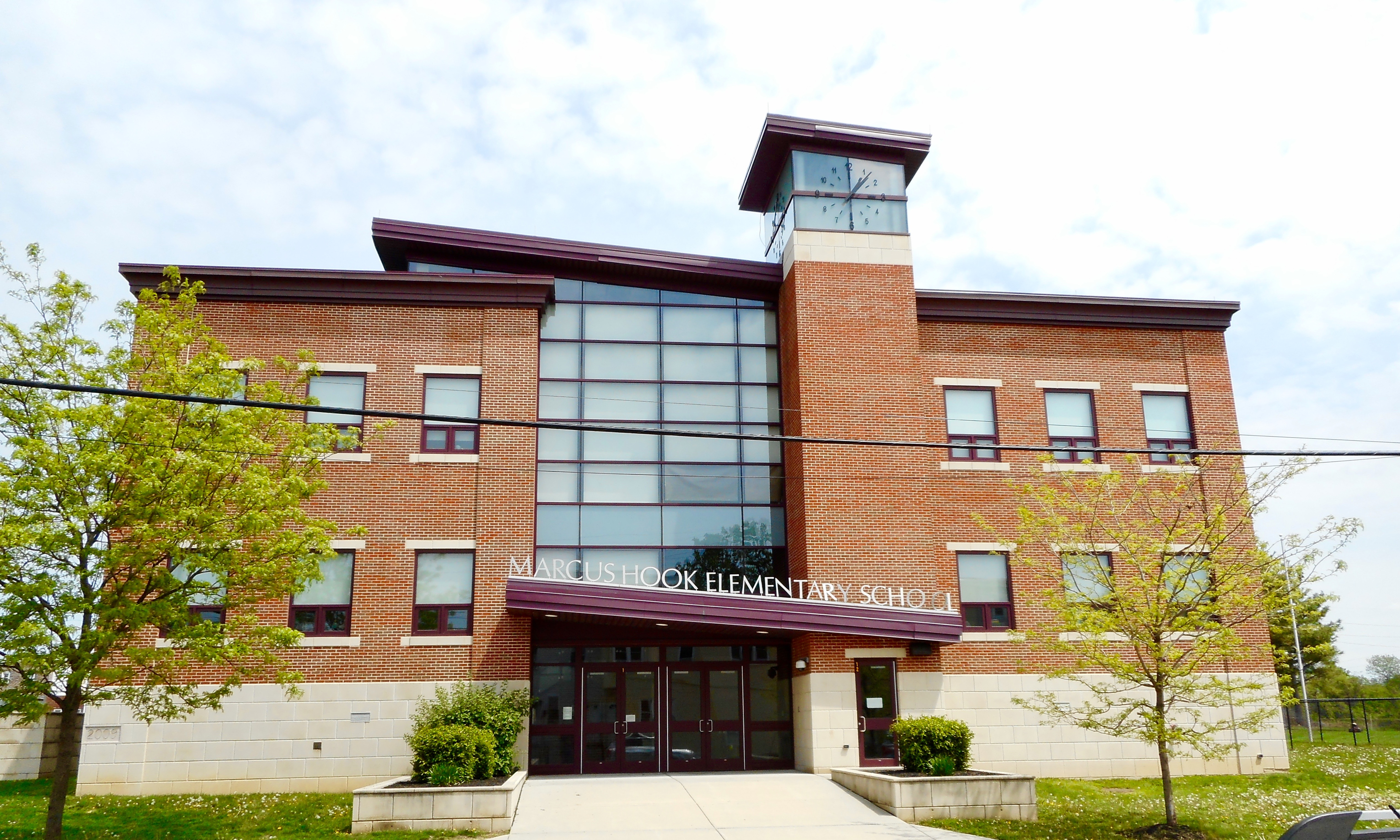
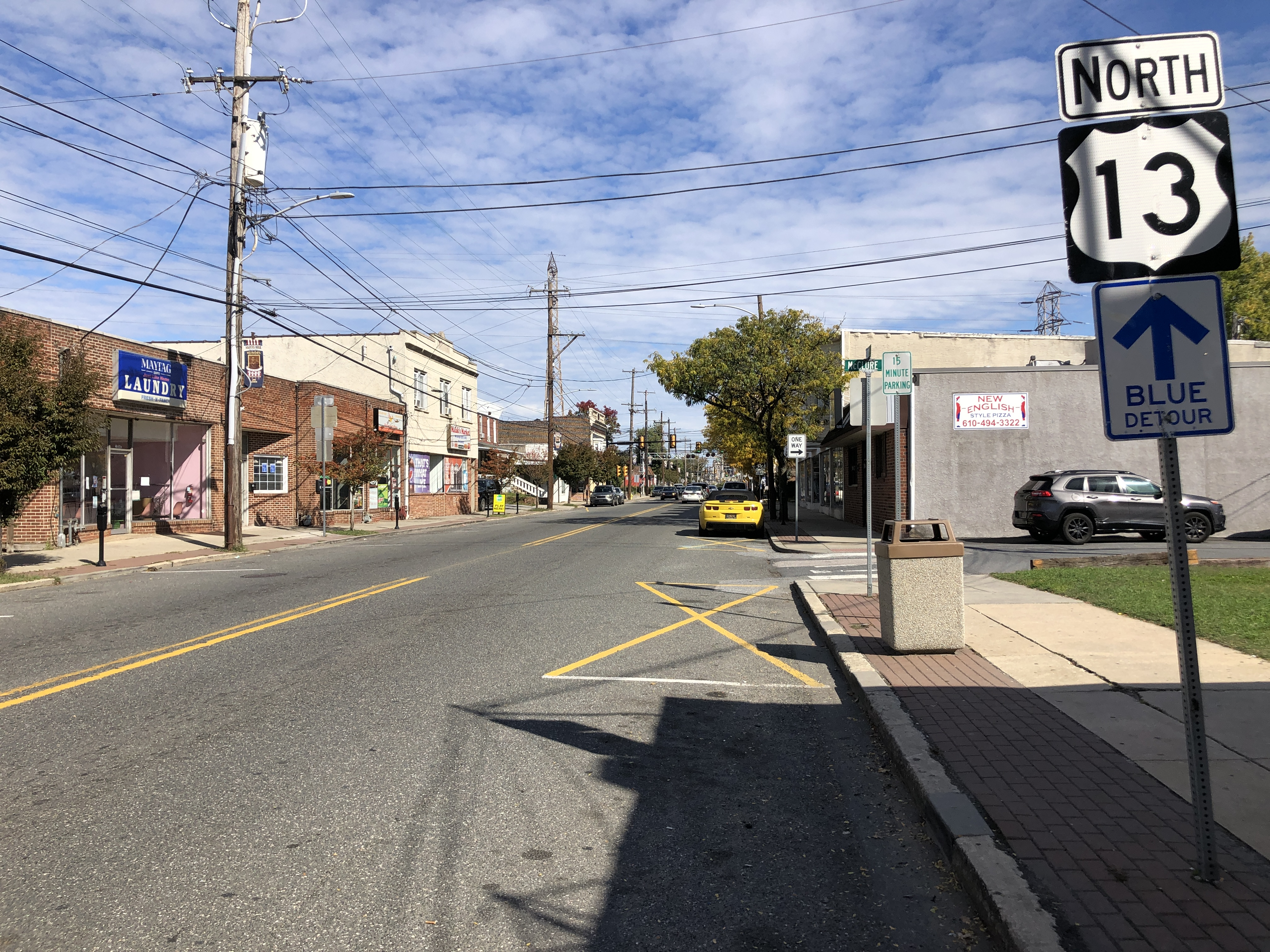
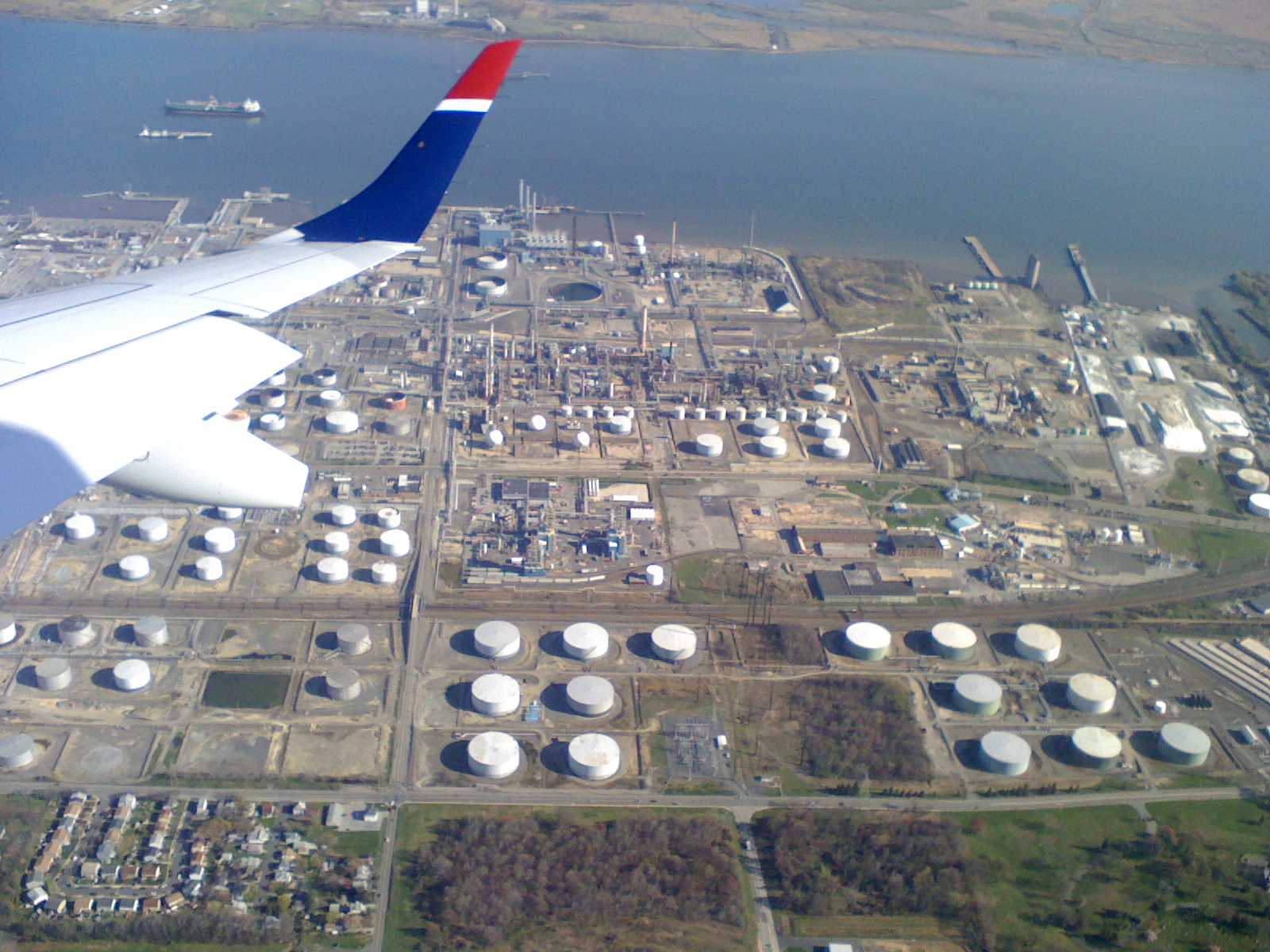